# Saison 1 des Petits Meurtres d'Agatha Christie
Chronologie
Saison 2
Cette page présente les onze épisodes de la première saison de la série de téléfilms Les Petits Meurtres d'Agatha Christie, mettant en scène le duo Larosière-Lampion.
La première diffusion a eu lieu sur France 2, une rediffusion a eu lieu en début d'année 2023 sur Chérie 25.

## Distribution

### Personnages principaux
- Antoine Duléry : le commissaire Jean Larosière
- Marius Colucci : l'inspecteur Émile Lampion

### Personnages secondaires
- Serge Dubois : Ménard, policier (8 épisodes)
- Olivier Carré : Verdure, médecin légiste (5 épisodes)
- Flore Bonaventura puis Alice Isaaz : Juliette Larosière, fille de Jean Larosière (2 épisodes)

## Liste des épisodes

### Épisode 1:Les Meurtres ABC
- France : 9 janvier 2009 sur France 2

- France : 5 300 000 téléspectateurs[1] (20,4 % PDA) (première diffusion)

- Denis Lavant : André Custe
- Bérangère Bonvoisin : Bénédicte Calvez
- Jean-François Garreaud : Docteur Granet
- Nicolas Bridet : Duval
- Chloé Stefani : Lili Daste
- Estelle Larrivaz : Yolande Bellec
- Pascal Demolon : François Calvez
- Daniel Berlioux : Jean Calvez
- Jeanne Bournaud : Sophie
- Célia Bernard : Aline Bellec
- Alban Casterman : Yann Lebras

Épisode tourné à Armentières, Lille, Cassel, Blériot, Ambleteuse, Oxelaëre, et Zuytpeene. 

### Épisode 2:Am stram gram
Pour les articles homonymes, voir Am stram gram (homonymie).
- France : 16 janvier 2009 sur France 2

- France : 4 800 000 téléspectateurs[3] (18,9 % PDA) (première diffusion)

- Hélène Vincent : Christine
- Robinson Stévenin : Jean Vallabrègues
- Pascal Elso : Léopold Vallabrègues
- Hélène de Saint-Père : Marthe Vallabrègues
- Charley Fouquet : Marie Lacour
- Emmanuel Patron : Philippe Lacour
- Julien Baumgartner : Jacques « Jacko » Vallabrègues
- Jenny Mutela : Tina Vallabrègues
- Lucie Lucas : Esther Vallabrègues
- Nathalie Blanc : Gwendoline
- Priscilla Attal : Valentine
- Céline Vitcoq : Rose

### Épisode 3:La Plume empoisonnée
Pour les articles homonymes, voir La Plume empoisonnée (homonymie).
- France : 11 septembre 2009 sur France 2

- France : 4 033 000 téléspectateurs[4] (16 % PDA) (première diffusion)

- Anaïs Demoustier : Louise
- Christophe Alévêque : Dimitri Kochenko, l'excentrique
- Catherine Wilkening : Henriette Simonet
- Olivier Rabourdin : André Simonet
- Corinne Masiero : Angélique
- Françoise Bertin : Emilie Dubreuil
- Cyrille Thouvenin : Père Hector
- Julie Ravix : Mathilde
- Laurence Côte : Rose Villiers
- Frédéric Pierrot : Jean Villiers

### Épisode 4:La Maison du péril
- France : 6 novembre 2009 sur France 2

- France : 4 600 000 téléspectateurs[5] (17,5 % PDA) (première diffusion)

- Elsa Kikoïne : Joséphine dite « Jo »
- Gilian Petrovski : Abel
- Juliette Coulon : Suzanne
- Éric Naggar : Paul
- Josiane Lévêque : Madeleine
- Clémentine Poidatz : Eléonore
- Stefan Kollmuss : Simon Liebman
- Julien Lucas : Maurice
- Laure Sirieix : Madame de Saint-Langis
- Gérard Pinteau : Maître Bouisset
- Alexandre Carrière : Louis
- Bruno Tuchszer : le maître-chanteur

### Épisode 5:Le Chat et les Souris

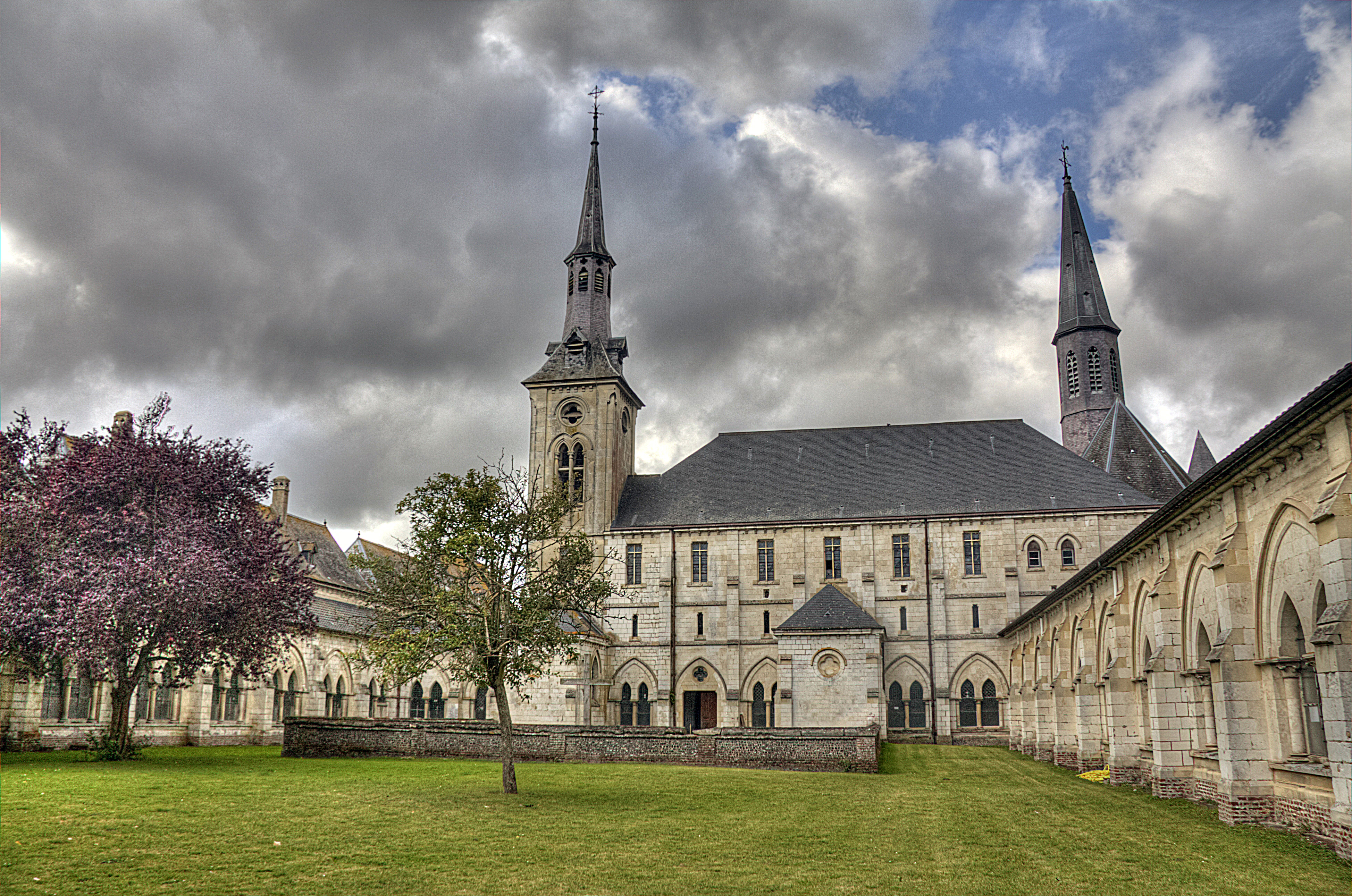
La Chartreuse Notre-Dame-des-Prés de Neuville-sous-Montreuil

- France : 8 septembre 2010 sur France 2

- France : 5 040 000 téléspectateurs (19,9 % PDA)[6] (première diffusion)

- Brigitte Catillon : Armande Vaucher
- Marilyne Canto : Thérèse Baillon
- Caroline Ducey : Eve Mauger
- Isabelle Candelier : Christine Boisseau
- Flore Bonaventura : Juliette Larosière
- Anna Cottis : Dorothy Davis
- Stéphane Caillard : Annabelle de Lussac
- Nailia Harzoune : Princesse Shaïna de Turkestan
- Anouchka Vingtier : Anne Gampart
- Claire Magnin : Sœur Simone
- Marion Monier : Solange
- Gaëlle Haüsermann : Gisèle Sandeau

### Épisode 6:Je ne suis pas coupable
- France : 15 septembre 2010 sur France 2

- France : 4 392 000 téléspectateurs (18,1 % PDA)[7] (première diffusion)

- Léna Bréban : Claire Laroche
- Yannick Choirat : Louis Servais
- Frédérique Tirmont : Élisabeth Laroche-Viseul
- Guilaine Londez : Mademoiselle Thuleau
- Noémie de Lattre : Jeanne Weiss
- Lou de Laâge : Clémence Mouson
- Lannick Gautry : Mathieu Vidal
- Tansou : M. Fernand

### Épisode 7:Cinq Petits Cochons
- France : 8 avril 2011 sur France 2

- France : 5 061 000 téléspectateurs[8] (20,9 % PDA) (Leader de la soirée) (première diffusion)

- Julia Vaidis-Bogard : Emma Varga
- Vincent Winterhalter : Diego Varga
- Prune Beuchat : Marie Varga
- Églantine Rembauville : Alice
- Michel Muller : Jean-Charles Humbert
- Claudine Vigreux : Jeannine Demeusy
- Gabrielle Atger : Colette
- Simon Ferrante : Leblanc
- Rodolphe Pillisser : Dambresan

### Épisode 8:Le Flux et le Reflux
- France : 15 avril 2011 sur France 2

- France : 5 169 000 téléspectateurs[9] (21,1 % PDA) (Leader de la soirée) (première diffusion)

- Marie Denarnaud : Célie
- Alexandre Zambeaux : Gabriel Provot
- Yves Pignot : Capitaine Delarive
- Nicky Marbot : Ferdinand
- Blandine Bellavoir : Albertine Delarive
- Dominique Labourier : Emilienne
- Luce Mouchel : Gisèle Delarive
- Pascal Ternisien : Léonce Delarive
- David Gabison : Lavallière
- François Siener : Ulysse Argos

### Épisode 9:Un cadavre sur l'oreiller
- France : 28 octobre 2011 sur France 2

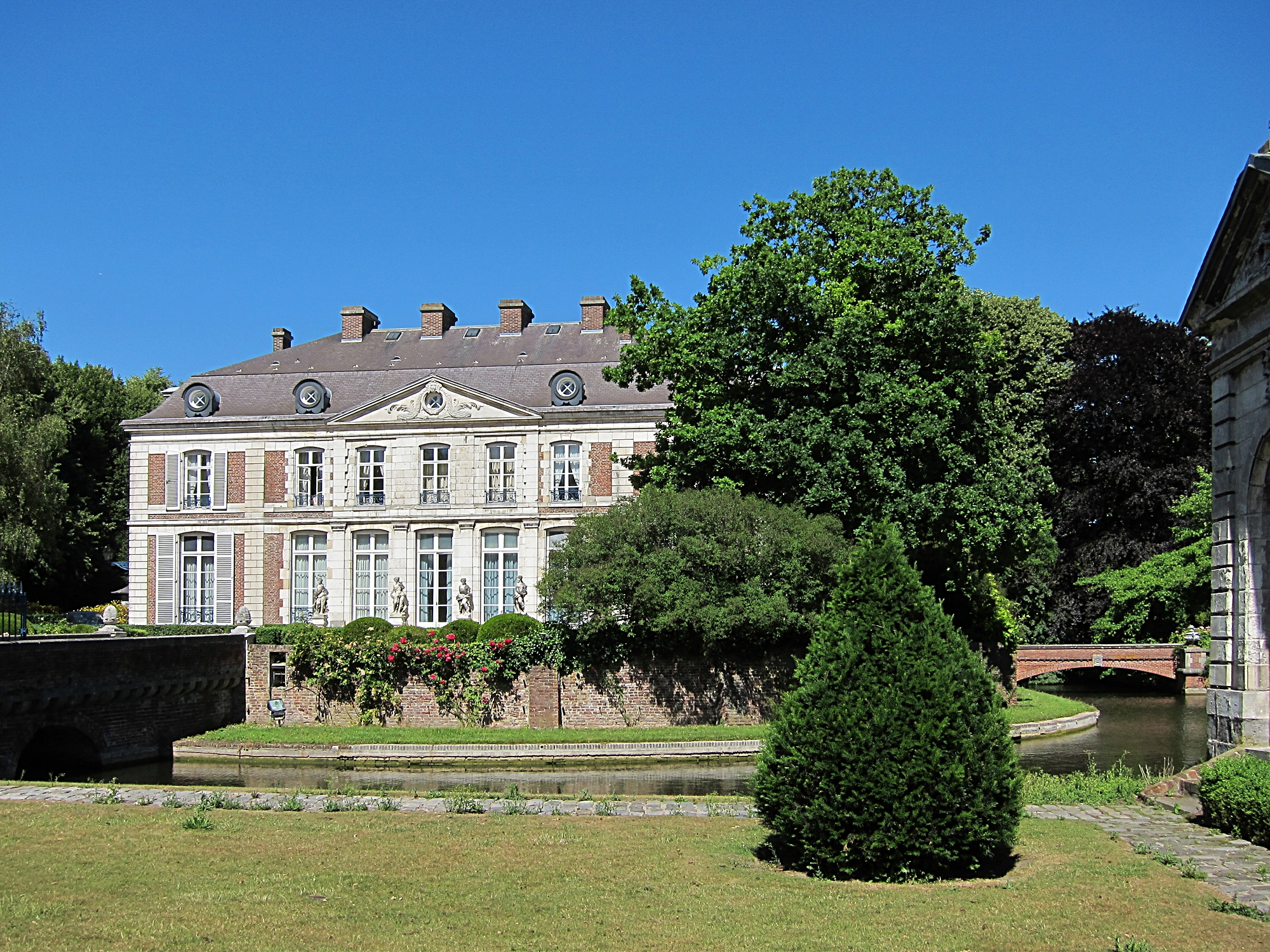
Château du Vert Bois à Bondues

- France : 4 843 000 téléspectateurs[10] (18,7 % PDA) (première diffusion)

- Valérie Sibilia : Pandora
- Juliet Lemonnier : Valentine
- Stéphan Wojtowicz : Deville
- Vernon Dobtcheff : Anatole Deschanel
- Bruno Slagmulder : Théodore Deschanel
- Mata Gabin : Esméralda
- Mathilde Bisson : Ninon
- Angèle Humeau : Mimi
- Nicolas Abraham : Raymond
- Charles Templon : Charles Froment
- Claudia Dimier : Léonie
- Philippine Martinot : Jeannine
- Arthur Mazet : Hector Morel

### Épisode 10:Un meurtre en sommeil
- France : 17 février 2012 sur France 2

- France : 5 656 000 téléspectateurs[11] (21,5 % PDA) (Leader de la soirée) (première diffusion)

- Jennifer Decker : Sacha Poliakof
- Sophie Le Tellier : Mylène Legrand
- Patrick Descamps : Chesnais
- Laurent Fernandez : Lucien Lebloc
- Remy Gence : Docteur Bourdon
- Christophe Piret : Guillaume Parisot
- Denise Aron-Schrôpfer : Mère Parisot
- Florence Bisiaux : Suzanne Lebloc
- Éric Soubelet : M. Balmont
- Murielle Colvez : Mme Balmont
- Bertrand De Ruyver : graphologue

### Épisode 11:Le Couteau sur la nuque
- France : 14 septembre 2012 sur France 2

- France : 4 092 000 téléspectateurs[12] (17,1 % PDA) (première diffusion)

- Alice Isaaz : Juliette Larosière
- Maruschka Detmers : Sarah Morlant
- Jean-Marie Winling : Pierre Fougères
- Guillaume Briat : Raoul Cochin
- Julien Alluguette : Julien Sobel
- Frédéric Longbois : Antoine Marin
- Vinciane Millereau : Lucie Frémont
- Hervé Hague : le comte de Tercoignes
- Flora Thomas : Lilas

## Audiences
| N° | Titre                     | Date de diffusion          | Téléspectateurs | Part d'audience |
| -- | ------------------------- | -------------------------- | --------------- | --------------- |
| 1  | Les Meurtres ABC          | vendredi 9 janvier 2009    | 5 300 000       | 20,4 %          |
| 2  | Am stram gram             | vendredi 16 janvier 2009   | 4 800 000       | 18,9 %          |
| 3  | La Plume empoisonnée      | vendredi 11 septembre 2009 | 4 033 000       | 16 %            |
| 4  | La Maison du péril        | vendredi 6 novembre 2009   | 4 600 000       | 17,5 %          |
| 5  | Le Chat et les Souris     | mercredi 8 septembre 2010  | 5 040 000       | 19,9 %          |
| 6  | Je ne suis pas coupable   | mercredi 15 septembre 2010 | 4 392 000       | 18,1 %          |
| 7  | Cinq petits cochons       | vendredi 8 avril 2011      | 5 061 000 *     | 20,9 %          |
| 8  | Le Flux et le Reflux      | vendredi 15 avril 2011     | 5 169 000 *     | 21,1 %          |
| 9  | Un cadavre sur l'oreiller | vendredi 28 octobre 2011   | 4 843 000       | 18,7 %          |
| 10 | Un meurtre en sommeil     | vendredi 17 février 2012   | 5 656 000 *     | 21,5 %          |
| 11 | Le Couteau sur la nuque   | vendredi 14 septembre 2012 | 4 092 000       | 17,1 %          |

Légende :
- Les plus hauts chiffres d'audience
- Les plus bas chiffres d'audience
- (*) : Programme leader de la soirée